# 1995 CK
1995 CK är en asteroid i huvudbältet som upptäcktes den 1 februari 1995 av den japanska astronomen Takao Kobayashi vid Ōizumi-observatoriet.
Den tillhör asteroidgruppen Vesta.